# 普維斯 (密西西比州)
普維斯（英語：Purvis）是一個位於美國密西西比州拉馬爾縣的城市。根據2010年美國人口普查，該地共人口2,175人，而該地的面積約為10.20平方千米。同時該地也是拉馬爾縣的縣治。

## 地理
普維斯的座標為31°08′33″N 89°24′28″W / 31.14250°N 89.40778°W，而該地的平均海拔高度為118米（即387英尺）。